# Der letzte Komödiant – Mr. Saturday Night
Der letzte Komödiant – Mr. Saturday Night (Mr. Saturday Night) ist eine US-amerikanische Filmkomödie von Billy Crystal aus dem Jahr 1992.

## Handlung
Der in den 1950er Jahren erfolgreiche Komödiant Buddy Young Junior hat nur noch wenige lukrative Auftritte. In den Rückblenden wird gezeigt, wie die jüdischen Brüder Buddy und Stan vor den Verwandten auftreten. Als sie auf echten Bühnen auftreten sollen, bekommt Stan Zweifel und macht einen Rückzieher. Buddy tritt als Buddy Young Junior alleine auf. Seine Nummer amüsiert die Zuschauer zuerst nicht, als er aber daraufhin improvisiert, bringt er das Publikum zum Lachen.
Buddy beginnt eine Karriere als Komödiant, sein Bruder Stan begleitet ihn. Stan verschafft dem Bruder sogar Kontakte zu den attraktiven Frauen aus dem Publikum. Buddy hat Probleme mit seiner Tochter.
Nach Jahren wirft Stan Buddy vor, für den Bruder das eigene Leben verschwendet zu haben. Buddy erwidert, dass Stan durch die Nähe eines Stars überhaupt erst ein Leben bekommen habe. Am Ende versöhnt sich Buddy mit seiner Tochter und seinem Bruder.

## Kritiken
Das Lexikon des internationalen Films schrieb: „In zahlreichen Rückblenden schildert der Film Höhe- und Tiefpunkte einer langen Karriere und der komplexen Beziehung eines ungleichen Brüderpaares. Vom sentimentalen Finale abgesehen, hält der temporeich inszenierte Film sicher die Balance zwischen Komik und versteckter Tragik. Ebenso unterhaltsam wie anrührend.“

## Auszeichnungen
David Paymer wurde im Jahr 1993 für den Oscar nominiert. Billy Crystal und David Paymer wurden 1993 für den Golden Globe Award nominiert. Jason Marsden wurde 1993 für den Young Artist Award nominiert.
Der Film wurde 1993 für den Political Film Society Award für Frieden und für den Casting Society of America Award nominiert.

## Hintergrund
Die Dreharbeiten fanden in New York City, in Los Angeles und in den Culver Studios in Culver City statt. Der Film spielte in den Kinos der USA 13,351 Millionen US-Dollar ein.